# Okrug Prievidza
Okrug Prievidza (slovački: Okres Prievidza) nalazi se u središnjoj Slovačkoj u  Trenčínskom kraju, u okrugu živi 127 650 stanovnika, dok je gustoća naseljenosti 132,98 stan/km². Ukupna površina okruga je 959,86 km². Glavni grad okruga Prievidza je istoimeni grad Prievidza s 127 650 stanovnika.

## Stanovništvo
| Godina:     | 1994.   | 2004.   | 2014.   | 2024.   |
| ----------- | ------- | ------- | ------- | ------- |
| Broj ljudi: | 141 005 | 139 502 | 136 554 | 127 650 |
| Razlika:    |         | −1,06 % | −2,11 % | −6,52 % |

| Godina:     | 2023.   | 2024.   |
| ----------- | ------- | ------- |
| Broj ljudi: | 128 613 | 127 650 |
| Razlika:    |         | −0,74 % |

## Gradovi
- Bojnice
- Handlová
- Nováky
- Prievidza

## Općine
| - Bystričany - Cigeľ - Čavoj - Čereňany - Diviacka Nová Ves - Diviaky nad Nitricou - Dlžín - Dolné Vestenice - Horná Ves - Horné Vestenice - Chrenovec-Brusno - Chvojnica - Jalovec - Kamenec pod Vtáčnikom - Kanianka - Kľačno - Kocurany |  | - Kostolná Ves - Koš (Prievidza) - Lazany - Lehota pod Vtáčnikom - Liešťany - Lipník - Malá Čausa - Malinová - Nedožery-Brezany - Nevidzany - Nitrianske Pravno - Nitrianske Rudno - Nitrianske Sučany - Nitrica - Opatovce nad Nitrou - Oslany |  | - Podhradie - Poluvsie - Poruba - Pravenec - Radobica - Ráztočno - Rudnianska Lehota - Sebedražie - Seč - Šútovce - Temeš - Tužina - Valaská Belá - Veľká Čausa - Zemianske Kostoľany |